# 巴达代区
巴達代區是索馬利亞的一個區，位於該國南部的下朱巴州。

## 外部鏈結
- 巴達代區行政區域圖 （页面存档备份，存于）
- 巴達代在Google地圖上的位置